# Trenčianske Jastrabie
Trenčianske Jastrabie es un municipio del distrito de Trenčín en la región de Trenčín, Eslovaquia, con una población estimada a final del año 2024 de 1391 habitantes.
Se encuentra ubicado en el centro-norte de la región, cerca del río Váh (cuenca hidrográfica del Danubio) y de la frontera con la República Checa.

## Demografía
| Año        | 1994 | 2004    | 2014    | 2024     |
| ---------- | ---- | ------- | ------- | -------- |
| Población  | 1224 | 1206    | 1214    | 1391     |
| Diferencia |      | −1,47 % | +0,66 % | +14,57 % |

| Año        | 2023 | 2024    |
| ---------- | ---- | ------- |
| Población  | 1382 | 1391    |
| Diferencia |      | +0,65 % |